# Tamadá

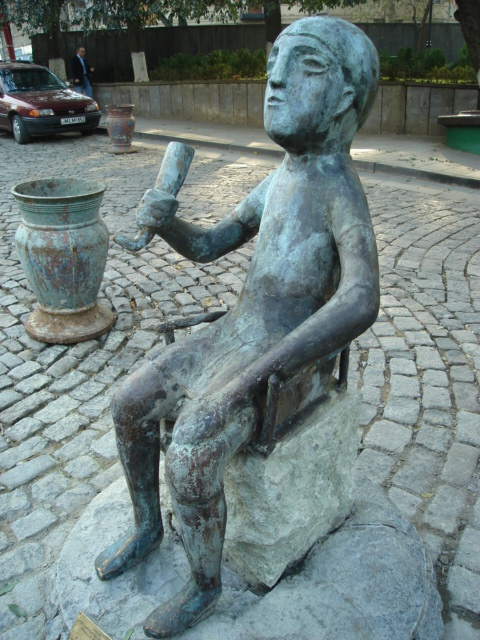
Escultura de un hombre con un Qantsi en Tiflis, motivo inspirado en una antigua estatuilla colche denominada afectuosamente "tamadá".

Un tamadá (en georgiano: თამადა) es como se denomina a un maestro de brindis en la fiesta de Georgia denominada Supra o en un casamiento ruso, es similar al symposiarca en el symposion griego o al thyle en la sumbel anglo-sajona. 

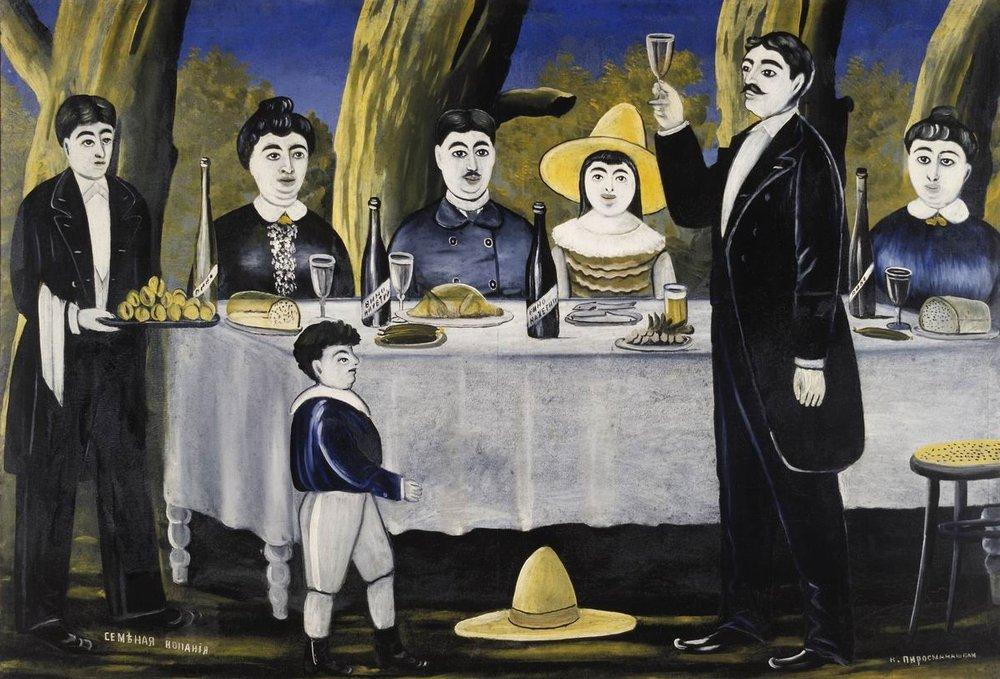
Tamadá en una fiesta familiar. Pintura de Niko Pirosmanashvili.

En todas las supras sin importar su magnitud, hay un tamadá (o maestro de brindis), y es la persona que presenta cada brindis. Si bien los georgianos suelen decir que el tamadá es el dictador de la mesa, sería más apropiado compararlo con un líder o hasta un maestro. El tamadá debe ser una persona elocuente, inteligente, lista, de respuesta rápida, y con un buen sentido del humor porque a menudo algunos de los huéspedes puede intentar competir con él en el arte de hacer brindis. En la mesa georgiana el tamadá sirve de puente entre el pasado, el presente y el futuro. Pareciera que a la mesa no solo se encuentran sentados los huéspedes, sino que también lo están sus ancestros y descendientes. Un tamadá brinda con ellos con el mismo amor y devoción que los otros miembros de la mesa. Para ciertos brindis todos los hombres deben ponerse de pie y beber el vino en silencio. Un brindis solo puede ser propuesto por el tamadá mientras que el resto de los comensales desarrollan la idea. Todos tratan de decir algo más original y emotivo que la persona que lo precedió. Todo el proceso se transforma en una especie de competencia de oratoria.
Históricamente el tamadá solía tener más control sobre la mesa que el que posee en la actualidad, que explicaría por qué las personas dicen que es un dictador de las supras urbanas. Por ejemplo, se consideraba necesario que los participantes de la supra debían pedir permiso antes de levantarse de la mesa y retirarse de la fiesta. Si se les concedía el permiso antes de partir podían ser homenajeados con un brindis por el tamadá y los otros miembros de la mesa. Si el primer brindis es en honor al tamadá, el brindis debe ser propuesto por una persona que no sea él, generalmente el anfitrión, quien es quien elige al tamadá. 